# 談泉慶
談泉慶（1951年—），是香港一位現已息影的老牌甘草演員，他出身於1975年無綫電視第四期藝員訓練班，亦曾是香港保齡球代表隊成員，於1986年及1990年與亞運金牌選手車菊紅一起參賽。談在無綫電視時，大多數飾演警司、經理等角色。談泉慶與黎漢持曾為無綫電視身高最高的藝員。談於2000年代初慢慢淡出娛樂圈，專注保齡球教學。

## 背景
談泉慶早年被任職公務員的父母送到聖士提反書院附屬小學寄宿。他沒有兄弟姊妹，父親是教育司署體育發展視學官。母親則是瑪麗醫院的護士長。談在校時主要踢足球。小學畢業後回到市區入讀筲箕灣官立工業中學。後來於中學時代參與游泳校隊及公開或學界游泳比賽活動。父母曾因此而聘請私人教練為他提供訓練。另一方面又會在校與同學組成樂隊。他中五畢業後考入位於啟德機場內的遠東航空飛行學校（1983年歸入香港飛行總會），修讀航空機械工程文憑。完成課程便加入香港飛機工程（HAECO）任職飛機維修員半年。由於父親覺得談的工作辛苦，每修理一種飛機就需要學習專門維修該種飛機的知識。所以介紹他到中環勵精中心對面的珠寶公司，向世叔伯學做珠寶生意。不久，珠寶工場的工人知道談會說英語，便邀請他到黃竹坑的工場當比利時空運鑽石杯的切割技術員，為時兩年。當時他留意到無綫電視招收第四期藝員訓練班學員。結果他抱著嘗試的心態去應考，最終獲取錄，並於結束訓練後與梁碧玲、黃杏秀以及李國麟一同獲電視台簽約成為旗下藝人。其餘學員大多數從事幕後製作工作。而他之所以加入電視台的另一個原因是想向譚炳文等藝人推銷鑽石。談泉慶於無綫電視演出以來，除了於幕前出演電視劇集和電影。也在自己的生日派對上促成了黃杏秀與陳百祥結為一對。另外，因鄧光榮邀請，談亦加入離島扶輪社，為公益活動出一分力。
談泉慶入行以來常演警察，主要因為有一次香港電台電視部為拍攝《執法者》到電視台尋找可用的演員。訓練班的導師推薦他參與拍攝。當他拍畢〈跑馬地紙盒藏屍案〉的單元後，製作組覺得他穿起警服的形象深入民心。自此安排他多次出演警察角色。在現實生活中，談曾任職輔警。因應早期電影或電視劇拍警察找的特約演員均留長頭髮，又不懂步操。警察部投訴醜化警隊形象且指出輔警可以兼做其他工作，所以由當時開始找來真實輔警擔任警察角色。身材高大的談泉慶因而被發掘擔任演員。。留在無綫電視23年，他於1998年約滿後離開。究其原因，與他感到沉悶和公司出現人事變動有關。及後先休息了一年，再在製作公司從事幕後工作，於2010年認識了洲立影片的老闆黎筱娉，並獲其邀請下加入公司當顧問。2013年正式退休。現時他會參加不同的保齡球慈善賽事。談泉慶的保齡球事業始於1980年代。他當年在保齡球中心看見香港保齡球代表隊的單張招募成員。他對項運動感興趣，遂通過選拔成為其中一員。最初，未有人注意作在保齡球界的發展。到了他代表香港出戰世界杯保齡球大賽，被報章報導後，觀眾才知道他是保齡球能手。

## 演出
*以下列表只記錄談泉慶演出過的劇集作品資料，若有遺漏，請協助補充相關資料。

### 電視劇（無綫電視）
| 首播   | 劇集名稱             | 角色                                                                                      | 備註 |
| 1975年 | 民間傳奇             | 僕人 林有 衙差 將士 賓客 劊子手 僕人 毛朋隨從 任崑崙 僕人 秀才 地保 侍衛 馬順 將士 男僕人 | 單元：拜月亭 金葉菊 殺狗記 紫釵記 蘇小妹三難新郎 三看御妹 劉知遠 四進士 陸廚休妻 鏡花緣之女兒國 選婿記 香羅帶 荊釵記 妙賊我來也 鳳還巢 蔣震卿片言得妻 |
| 1975年 | 洛神                 | 許褚                                                                                      | |
| 1975年 | 清宮殘夢             | 士兵                                                                                      | |
| 1975年 | 乘風破浪             | 阿榮 泉哥                                                                                 | |
| 1975年 | 功夫熱               | 徒弟                                                                                      | |
| 1976年 | 民間傳奇             | 王安 村民 衙差頭目 衙差                                                                   | 單元：四傑傳之王老虎搶親 拉郎配 假皇帝 煉印 怪盜一枝梅                                                                                                |
| 1976年 | 狂潮                 | 富瑤酒店保安總管                                                                          | |
| 1976年 | 書劍恩仇錄           | 楊成協                                                                                    | |
| 1976年 | 無花果               | 阿文                                                                                      | |
| 1976年 | 近代豪俠傳           | 郭劎南                                                                                    | |
| 1977年 | 民間傳奇             | 隊長                                                                                      | 單元：賭場煞星 |
| 1977年 | 家變                 | 羅仔/來哥                                                                                 | |
| 1977年 | 陸小鳳之決戰前後     | 王府總管                                                                                  | |
| 1978年 | 奮鬥                 | 藍保羅                                                                                    | |
| 1978年 | 強人                 | 石彬                                                                                      | |
| 1978年 | 倚天屠龍記           | 莫聲谷                                                                                    | |
| 1979年 | 楚留香               | 天楓十四郎                                                                                | |
| 1979年 | 名劍風流             | 啞使                                                                                      | |
| 1980年 | 上海灘               | 九叔 楊長官                                                                               | |
| 1980年 | 上海灘續集           | 狄雲志手下 假狄雲志                                                                       | |
| 1980年 | 上海灘龍虎鬥         |                                                                                           | |
| 1981年 | 過客                 | 戴局長                                                                                    | |
| 1981年 | 千王群英會           | Pierre                                                                                    | |
| 1981年 | 烽火飛花             | 剛占山                                                                                    | |
| 1981年 | 前路                 |                                                                                           | |
| 1982年 | 男子漢               |                                                                                           | |
| 1982年 | 天龍八部             | 過彥之                                                                                    | |
| 1982年 | 花艇小英雄           |                                                                                           | |
| 1982年 | 香城浪子             | 韋樂父親                                                                                  | |
| 1982年 | 萬水千山總是情       | 總局長                                                                                    | |
| 1982年 | 獵鷹                 | 李督察                                                                                    | |
| 1982年 | 星塵                 | 張大文                                                                                    | |
| 1983年 | 射鵰英雄傳           | 南希仁                                                                                    | |
| 1983年 | 再見十九歲           | 董福勝                                                                                    | |
| 1983年 | 警花出更             |                                                                                           | |
| 1983年 | 鬼咁夠運             | 羅致通                                                                                    | |
| 1983年 | 賴布衣妙算玄機       |                                                                                           | |
| 1983年 | 夾心人               | 萬利貿易行職員                                                                            | |
| 1984年 | 笑傲江湖             | 楊蓮亭                                                                                    | |
| 1984年 | 鹿鼎記               | 李力世                                                                                    | |
| 1984年 | 秋瑾                 |                                                                                           | |
| 1984年 | 寶芝林               |                                                                                           | |
| 1984年 | 楚留香之蝙蝠傳奇     | 金振宇                                                                                    | |
| 1985年 | 呂四娘               | 陳東                                                                                      | |
| 1985年 | 碧血劍               | 焦公禮                                                                                    | |
| 1985年 | 皇上保重             |                                                                                           | |
| 1985年 | 雪山飛狐             | 曾鐵鷗                                                                                    | |
| 1985年 | 新紮師兄續集         | 葉巧君丈夫                                                                                | |
| 1985年 | 觀世音               |                                                                                           | |
| 1986年 | 神勇CID              |                                                                                           | |
| 1986年 | 陸小鳳之鳳舞九天     | 杜慶田                                                                                    | |
| 1986年 | 流氓大亨             | 督察                                                                                      | |
| 1986年 | 城市故事             | Stephen                                                                                   | |
| 1986年 | 黃金十年             |                                                                                           | |
| 1986年 | 倚天屠龍記           | 圓音                                                                                      | |
| 1987年 | 大運河               | 將軍                                                                                      | |
| 1987年 | 獵鯊行動             | 袁康                                                                                      | |
| 1987年 | 鄭成功               |                                                                                           | |
| 1987年 | 飲馬江湖             |                                                                                           | |
| 1987年 | 生命之旅             | 室內設計公司上司                                                                          | |
| 1987年 | 書劍恩仇錄           | 兆惠                                                                                      | |
| 1988年 | 誓不低頭             | 監獄署事務高級監督                                                                        | |
| 1988年 | 大都會               |                                                                                           | |
| 1988年 | 不再少年時           |                                                                                           | |
| 1988年 | 當代男兒             |                                                                                           | |
| 1988年 | 太平天國             | 大內侍衛                                                                                  | |
| 1988年 | 狙擊神探             |                                                                                           | |
| 1988年 | 兵權                 | 石敬瑭                                                                                    | |
| 1988年 | 奇門鬼谷             | 齊威王                                                                                    | |
| 1989年 | 連城訣               | 武林人士                                                                                  | |
| 1989年 | 飛虎群英             | 利達福                                                                                    | |
| 1989年 | 他來自江湖           | 屈信                                                                                      | 第11及30集 |
| 1990年 | 成功路上             |                                                                                           | |
| 1990年 | 午夜太陽             | 程國                                                                                      | |
| 1990年 | 孖仔孖心肝           | Joe                                                                                       | |
| 1990年 | 人在邊緣             | 主控官                                                                                    | |
| 1991年 | 我愛玫瑰園           | 大咪                                                                                      | |
| 1991年 | 打工貴族             |                                                                                           | |
| 1991年 | 今生無悔             | 周SIR                                                                                     | |
| 1991年 | 卡拉屋企             | 楊志邦                                                                                    | |
| 1991年 | 老友鬼鬼             | 葉SIR                                                                                     | |
| 1992年 | 龍的天空             | 許世傑                                                                                    | |
| 1992年 | 重案傳真             | 唐立威                                                                                    | |
| 1992年 | 極度空靈             | 阿龍                                                                                      | |
| 1992年 | 九反威龍             | 王SIR                                                                                     | |
| 1993年 | 壹號皇庭II           | 林學宜上司                                                                                | 單元三、蹂躪 |
| 1993年 | 射鵰英雄傳之九陰真經 | 完顏真                                                                                    | |
| 1993年 | 九彩霸王花           | 彭SIR                                                                                     | |
| 1993年 | 雌雄大老千           | 醫生                                                                                      | |
| 1993年 | 少年五虎             | 中村先生                                                                                  | |
| 1993年 | 超能幹探SuperCop     | 何天凡                                                                                    | |
| 1993年 | 梟情                 |                                                                                           | |
| 1993年 | 居者冇其屋           | 喬秋                                                                                      | |
| 1994年 | 黃浦傾情             | 倪標                                                                                      | |
| 1994年 | 婚姻物語             | 宋宇揚                                                                                    | |
| 1994年 | 異度凶情             | 李永仁                                                                                    | |
| 1994年 | 獨臂刀客             | 古村皇爺                                                                                  | |
| 1994年 | 阿Sir早晨            | 鄧老師                                                                                    | |
| 1995年 | 白髮魔女傳           | 卓繼賢                                                                                    | |
| 1995年 | 刑事偵緝檔案         | 曾Sir                                                                                     | |
| 1995年 | 包青天               | 老惠王                                                                                    | 單元四：七子護京華（第17-20集） |
| 1995年 | 真情                 | Alfred                                                                                    | 第18至28集 |
| 1995年 | 萬里長情             |                                                                                           | |
| 1995年 | 一切从失踪开始       | 王Sir                                                                                     | |
| 1995年 | 刑事偵緝檔案II       | 曾SIR                                                                                     | |
| 1996年 | 天地男兒             | 談Sir                                                                                     | |
| 1996年 | 廉政行動組           | 朱SIR                                                                                     | |
| 1996年 | 笑傲江湖             | 沖虛                                                                                      | |
| 1996年 | 廉政行動1996         | 海關副監督                                                                                | 單元一《飛越關卡》 |
| 1996年 | 地獄天使             | 校長                                                                                      | |
| 1997年 | 濟公                 | 陳鐵                                                                                      | |
| 1997年 | 大刺客               | 楚天豪                                                                                    | |
| 1997年 | 迷離檔案             | 董牧師                                                                                    | 單元：邪教（第12-14集） |
| 1997年 | 保護證人組           | 黃炳昌                                                                                    | |
| 1997年 | 天龍八部             | 北院大王                                                                                  | |
| 1997年 | 鑑證實錄             | 金SIR                                                                                     | |
| 1998年 | 乾隆大帝             | 呂留良                                                                                    | |
| 1998年 | 鹿鼎記               | 澄通大師                                                                                  | |
| 1998年 | 陀槍師姐             | 楊Sir                                                                                     | |
| 1998年 | 妙手仁心             | 謝警司                                                                                    | |
| 1998年 | 烈火雄心             | 醫生                                                                                      | |
| 1999年 | 布袋和尚             | 十二皇爺                                                                                  | |
| 2000年 | 生命有TAKE2          | 工程學會幹事                                                                              | |

### 電視劇（其他）
- 1978年：ICAC—男子漢 飾 警署警察（香港電台）
- 1979年及1980年代：執法者（香港電台）
- 1979年：獅子山下（單元：新生、香港電台）
- 1981年：廉政先鋒—大龍鳳
- 1981 年： 香港81 扮演何先生
- 1982年：  香港82 扮演何先生
- 1980年代：教育電視
- 1992年：廉政行動（單元二《臥底藏龍》、廉政公署）

### 電影
- 1980年：隻手遮天 飾 高慶泉 (高佬泉)
- 1980年：懵佬，大賊，傻偵探
- 1981年：煲車
- 1981年：知法犯法 飾 莫SIR
- 1981年：無毒不丈夫
- 1982年：鯊魚燒賣
- 1983年：暗渠
- 1983年：生死決
- 1983年：怒拔太陽旗
- 1983年：A計劃
- 1984年：夾心沙展
- 1985年：求愛反斗星
- 1985年：江湖了斷 飾 葉SIR
- 1985年：開心三響砲
- 1986年：鬼咁有緣
- 1987年：江湖龍虎門
- 1987年：小生夢驚魂
- 1988年：勇闖毒龍潭 飾 陳SIR
- 1990年：無名家族
- 1991年：雷霆掃穴 飾 林SIR
- 1991年：子彈出租
- 1991年：三級薔薇之戀
- 1992年：星期五之舞男
- 1995年：我要活下去
- 1997年：皇家香港警察的最後一夜
- 1997年：抱擁朝陽
- 2000年：大贏家

### 舞台劇
- 1988年：花心大丈夫

## 參與節目
- 1975年：溫拿狂想曲（無綫電視）
- 2023年：溫拿50好時光（無綫電視）